# 往復式壓縮機
往復式壓縮機（reciprocating compressor）或是稱活塞壓縮機（piston compressor），屬於正位移壓縮機，是由曲柄軸帶動活塞，推動高壓氣體的壓縮機。
當曲柄軸往復運動時，會先打開進氣閥，關閉排氣閥，進氣由進氣閥進入壓縮缸，然後進氣閥關閉，活塞運動使壓縮缸容積減小，壓縮氣體，之後排氣閥打開，排出高壓的氣體。像煉油廠、管道運輸、天然氣處理、化工廠及冷冻機械都會用到往復式壓縮機。吹製聚對苯二甲酸乙二酯（PET）的保特瓶時也會使用往復式壓縮機。
相較於其他的壓縮機，往復式壓縮機的壓力及馬力數涵蓋範圍大，為其優點，其缺點是噪音及振動都較其他壓縮機要大，而且比較佔空間。
在離子液體活塞壓縮機中，因為離子液體不會和氣體混合，可以去除密封件及軸承。在使用的維護、能源使用都比一般的膜片式壓縮機少20%，其服務壽命則是膜片式壓縮機的10倍。也不需要一般往復式壓縮機需要的熱交換器，因為熱可以在壓縮缸中釋放。幾乎100%的能量都用在壓縮流程上，只有少數的能量會以熱的方式排掉。

## 應用領域
活塞式壓縮機主要應用於下列應用領域：
- 車間壓縮空氣工具（衝擊扳手、釘槍、訂書機、手槍）
- 家居區：充氣床墊、球、輪胎
- 噴槍和噴漆
- 家用冰箱（壓縮機冰箱）

## 外部連結

往復式壓縮機的功能示意圖

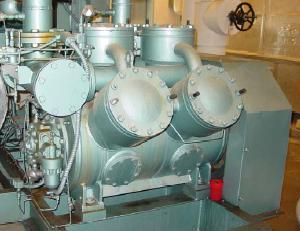
一個六缸的往復式壓縮機，可以在二缸、四缸或六缸的模式下運轉

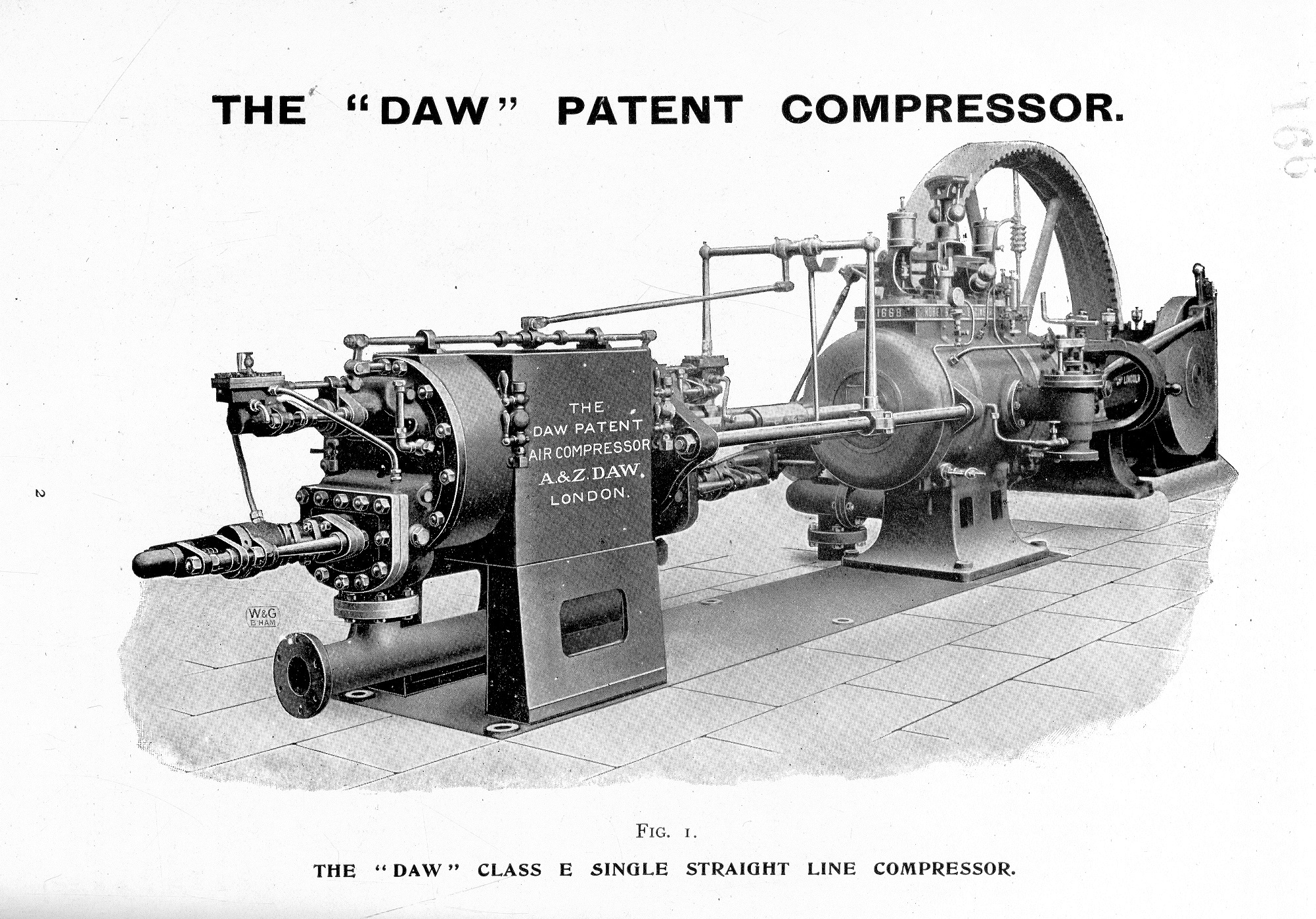
1902年的直線型往復式壓縮機

- Calculation of required cylinder compression for a multistage reciprocating compressor （页面存档备份，存于）